# Artaban (fils d'Hystaspe)
Pour les articles homonymes, voir Artaban.
Artaban est le fils d'Hystaspès et le frère de Darius Ier. Il s'opposa, mais inutilement, à l'expédition de ce prince contre les Scythes, et à celle de Xerxès contre la Grèce. Après la mort de Darius, les deux fils du roi, Xerxès et Artobarzanès, s'en remirent à lui pour savoir qui des deux occuperait le trône : il décida en faveur du premier.